# 桜井一
桜井 一（さくらい はじめ ）/ HAJIME （はじめ）は、日本の俳優、歌手。ダンスボーカルユニット「AVEST」のメンバー。静岡県出身。 エーライツ所属。

## 略歴
- 2020年12月、男性アイドルグループVOYZ BOYの新メンバーとしてデビュー。12月27日 VOYZ BOY LIVE 2020『RE-WRITE』にてお披露目[2]。
- 2021年5月、VOYZ BOY内の歌い手グループAndroid Prince のメンバー、奏良としての活動を開始[3]。
- 2021年12月より、VOYZ BOYが2チーム体制になる。THE PINK by VOYZBOYに配属。
- 2023年1月、VOYZ BOYからの卒業を発表。それに伴いAndroid Princeも無期限活動休止（永久スリープ）となる[4]。
- 2023年3月、個人Instagramを開設。個人での活動を開始。TikTokライブや路上ライブを行う。
- 2024年 ダンスアンドボーカルグループ「AVEST」にHAJIMEとして加入[5]。
- ミュージカル『テニスの王子様』4thシーズン 平古場 凛役で出演が発表[6]。

## 出演

### 舞台
- ミュージカル『テニスの王子様』4thシーズン 平古場 凛 役
- 舞台『RE:BIRTH』（2025年10月2日 - 13日〈予定〉、飛行船シアター） - 不二囃子 役[7][8]